# Спайдервік: Хроніки
«Хроніки Спайдервіка» — американський фантастичний фільм 2008 року, заснований на однойменній серії книг Голлі Блек і Тоні Дітерліцці. Його режисером став Марк Вотерс, а головні ролі зіграли Фредді Гаймор, Мері-Луїза Паркер і Сара Болджер, а озвучку виконали Нік Нолті, Сет Роґен і Мартін Шорт. Дія фільму розгортається в маєтку Спайдервік у Новій Англії та розповідає про трьох дітей, які знаходять польового провідника фей, стикаючись із різними магічними істотами, такими як гобліни, огри, брауні, боггарти, гобгобліни, тролі та багато інших.
Фільм присвячений Скотту Ратнеру, який помер 12 серпня 2007 року. Створений Nickelodeon Movies і розповсюджений Paramount Pictures, він вийшов 14 лютого 2008 року, заробивши 162,8 мільйона доларів проти бюджету в 90 мільйонів доларів. «Хроніки Спайдервіка» отримали загалом позитивні відгуки від критиків, а подвійну гру Хаймора було виокремлено за похвалу. Фільм був випущений на DVD і Blu-ray 24 червня 2008 року в США.

## Сюжет
У 1928 році Артур Спайдервік пише польовий путівник про багатьох фей, з якими він зустрічався. Закінчивши Книгу, він ховає її, боячись Малгарата, огра, що змінює форму, який планує використати секрети Книги на зло.
Через вісімдесят років нещодавно розлучена Гелен Ґрейс успадковує та переїжджає в покинутий маєток Спайдервік зі своїми дітьми, донькою Меллорі та синами- близнюками Джаредом і Саймоном. Джаред розлючений через цей переїзд і волів би жити зі своїм батьком Річардом Ґрейсом. Відкривши прихований кухонний посуд, Джаред знаходить кабінет Артура, де він знаходить Польовий путівник. Коли Джаред пояснює своє відкриття Книги та існування магічних істот, його родина не вірить йому.
Наступного ранку Джаред зустрічає брауні на ім'я Тімблтак, який спочатку злий на Джареда за те, що він відкрив книгу, яку Тімблтак мав захищати від Малгарата. Джаред заспокоює його крекерами та медом, а Наперсток дає Джареду дірявий камінь, який дозволяє Джареду бачити зазвичай невидимих фей, дивлячись крізь нього. Наперсток розповідає йому про захисне грибне коло навколо будинку.
Після цього Джаред стає свідком викрадення Саймона гоблінами на чолі з Рудоголовим. Саймона доставляють до табору гоблінів, де він стикається з Малгаратом, який переодягнений старим. Джаред пробирається в кемпінг, щоб врятувати його, де зустрічає Гоґсквіла, гобгобліна, який дає Джареду можливість бачити фей без каменю, плюнувши йому в очі, щоб той міг допомогти йому помститися Малгарату за вбивство його сім'ї. Малгарат відпускає Саймона, щоб той міг принести йому Книгу. Джаред знаходить Саймона, і обидва сваряться за Книгу, перш ніж їх переслідують гобліни. Близнюки тікають назад до будинку, і Мелорі, ледь не потрапивши в засідку гоблінів, які змусили її зрозуміти, що Джаред мав рацію, відбивається від них своєю фехтувальною шаблею.
Після невдалої спроби спалити Книгу через захисне заклинання над нею за порадою діти вирішують відвідати доньку Артура, свою двоюрідну тітку Люсінду Спайдервік. Поки Саймон відволікає увагу гоблінів, Мелорі та Джаред, захопивши з собою Книгу, тікають через підземний тунель. Переслідувані тролем, посланим Рудоголовим, вони ледве втікають, коли його вдаряє та вбиває зустрічна вантажівка. Джаред і Мелорі зустрічають літню Люсінду в психіатричній лікарні, де вона живе, в оточенні духів. Вона каже дітям, що їм потрібно знайти її батька і змусити його знищити Книгу, і що протягом вісімдесяти років Артура перебувають у полоні сильфів. У цей момент Рудоголовий та його гобліни атакують їх через вікно та встигають відірвати кілька сторінок із Книги, перш ніж їх виганяють. Серед викрадених сторінок Малгарат із задоволенням знаходить інформацію про те, як розірвати захисне коло.
Поки Гелен везе Джареда та Мелорі додому, вони з Джаредом сперечаються через її недовіру; Джаред сердито каже Гелен, що ненавидить її і не хоче більше з нею жити. Пізніше Гоґсквіл, підслухавши план Малгарата, повідомляє дітей, а також дає Саймону та Мелорі можливість побачити фей. Потім Джаред знову намагається зателефонувати своєму батькові, але співчуваюча Мелорі каже йому, що їхній батько переїхав до іншої жінки після розлучення їх з Гелен і не прийде за ним, через що розбитий серцем Джаред шкодує про свої гнівні слова, сказані Гелен раніше. Потім Джаред, Саймон і Мелорі використовують Книгу, щоб викликати грифона, який переносить їх у царство сильфів. Там вони зустрічають Артура, який не постарів і не підозрює про час, який він там провів. Джаред просить його знищити Книгу лише для того, щоб дізнатися, що Наперсток поміняв сторінки кулінарною книгою і зберіг справжню Книгу. Артур відчуває полегшення, поки Джаред не каже йому, що Малгарат знає, як розірвати захисне коло. Артур повідомляє Джареду, що сильфи не дозволять їм піти, оскільки вони, як і він, занадто багато знають про фей. Артур допомагає їм втекти, відволікаючи сильфів фальшивою книгою.
Удома діти нарешті переконують Гелен у правді, коли рятують її від спроби засідки гоблінів, а потім, коли вона повертається додому, бачать Тимблтека. Тим часом гобліни закінчують розповсюдження свого зілля, яке успішно розриває коло, коли сходить повний місяць. Сім'я захищається кухонними ножами та бомбами з томатним соусом/солею (інгредієнти, смертоносні для гоблінів), які Саймон і Тимблтак зробили раніше, і їм вдалося вбити Редкепа та гоблінів вибухом томатного соусу. Раптом з'являється Річард, який каже, що вирішив повернутися і залишитися з ними; однак Джаред, згадавши те, що Мелорі сказала йому раніше, завдає йому удару ножем, виявляючи, що він переодягнений Малгарат. Потім Малгарат переслідує Джареда та Книгу по всьому будинку, а потім загнав його в кут на даху. Джаред перехитрить огра, перекинувши книгу через дах. Малгарат перетворюється на птаха, щоб зловити його, але його раптово схопив і з'їв Гоґсквіл. Після цього Джаред і його мати примиряються, і Джаред вирішує жити з нею, і вони допомагають Саймону, Мелорі та Гоґсквілу зібрати розкидані сторінки Книги.
Через кілька тижнів родина приводить Люсінду відвідати Тімблтека та будинок. Потім сильфи прибувають з Артуром, дозволяючи йому ненадовго відвідати, тепер, коли Книга в безпеці. Однак Артур не може залишатися довго, оскільки він перетвориться на порох, якщо залишиться. Люсінда просить піти з ним і знову перетворюється на дитину. Сім'я Ґрейс спостерігає, як сильфи виганяють Артура та Люсінду, перш ніж повернутися до звичного життя з Наперстком, Гоґсквілом і грифоном.

## Актори
- Фредді Гаймор у ролі близнюків Ґрейс
  - Джаред Ґрейс: головний герой, чорна вівця в сім'ї, яка найбільше не хоче переїжджати з Нью-Йорка.
  - Саймон Ґрейс: ідентичний брат-близнюк Джареда і пацифістський любитель тварин.
- Мері-Луїза Паркер у ролі Гелен Ґрейс: надто опікована мати дітей.
- Сара Болджер у ролі Меллорі Ґрейс: стійка та смілива старша сестра Джареда та Саймона.
- Ендрю Маккарті в ролі Річарда Ґрейс: Джаред, Саймон і розлучений та недбалий батько Меллорі.
  - Маккарті також зображує маскування Річарда Малгаратом.
- Джоан Плаврайт — Люсінда Спайдервік, дочка Артура Спайдервіка та Констанс Спайдервік.
  - Джорді Бенаттар — молода Люсінда Спайдервік
- Девід Стратейрн у ролі Артура Спайдервіка, автора путівника та колишнього власника маєтку.
- Ліза Дюрошер-В'єнс — Констанс Спайдервік, дружина Артура Спайдервіка та мати Люсінди Спайдервік
- Тод Феннелл — колега Гелен Ґрейс
- Мерайя Інґер — медсестра
- Джеремі Лаваллі в ролі водія евакуатора

Озвучка
- Нік Нолті в ролі Малгарата, злого огра, який змінює форму, лідера гоблінів і головного антагоніста.
  - Нолті також зображує Малгарата в його людській подобі.
- Сет Роґен у ролі Гоґсквіла, нерозумного птахоїда, який прагне помститися Малгарату за вбивство його родини.
- Мартін Шорт у ролі Тімблтека, відданого домашнього брауні, який, розлютившись, перетворюється на агресивного боггарта.
- Рон Перлман у ролі Рудоголового, агресивного та вірного генерала армії гоблінів Малгарата — його роль не вказана. [ <span title="This claim needs references to reliable sources. (January 2023)">потрібна цитата</span> ]
- Бен Діскін, Боб Джоулз, Джонатан Ліпов, Джон Маріано, Нолан Норт, Кріс Парсон і Фред Татаскіоре озвучують гоблінів.

## Виробництво

### Зйомки

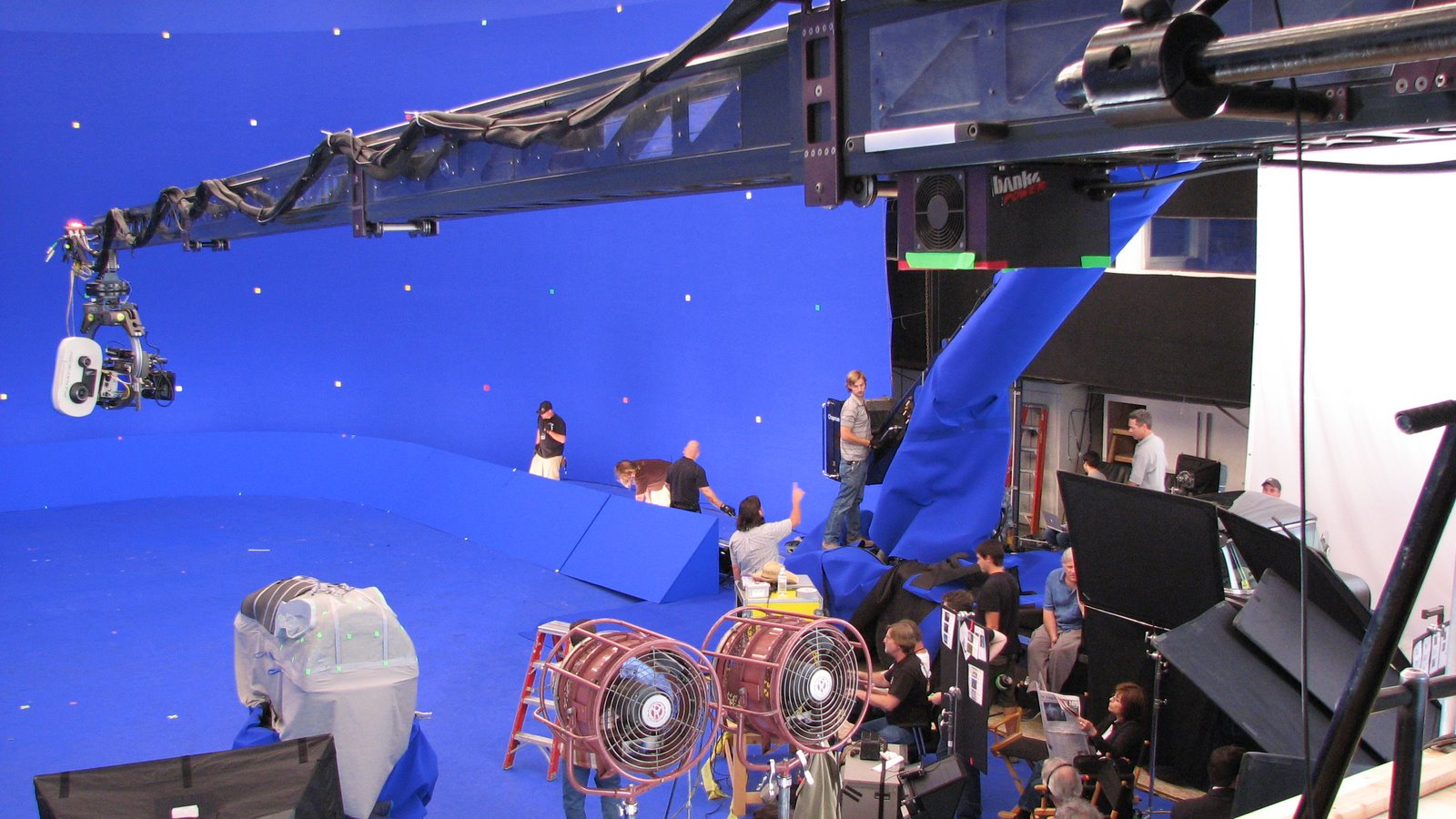
Синій екран, який використовувався під час зйомок.

В інтерв'ю Сара Болджер розповіла, що зйомки тривали 4-5 місяців. Вона сказала, що «перебувала [перед] блакитним екраном, як 24 години на добу», і здебільшого вона «брикала, різала й рубала речі, яких не було поблизу». Оскільки у Болджер було багато фехтувальних сцен, вона мала п'ять тижнів інтенсивних тренувань і майже щодня три години з канадським олімпійським тренером з фехтування.

## Відгуки

### Критика
На сайті Rotten Tomatoes рейтинг схвалення фільму становить 81 % на основі 149 рецензій із середнім рейтингом 6,70/10. Критичний консенсус сайту звучить так: «Хроніки Спайдервіка» — це розважальна дитяча пригода, у якій достатньо серця й уяви". На Metacritic фільм отримав середню оцінку 62 зі 100 на основі 30 рецензій. Глядачі, опитані CinemaScore, поставили фільму оцінку «A−» за шкалою від A до F.
Критики назвали його «пристойною розвагою», «твором одночасно скромної чарівності та чарівної скромності» та «скромним і досить чарівним». Його критикували за використання спецефектів; А. О. Скотт з The New York Times сказав, що фільм «скоріше схожий на неохайну, вживану потвору», і назвав його «несамовитим із інцидентами та метушливими з комп'ютерними ефектами», а інший сказав, що «під час перемішування втрачається відчуття дива та магія». Незважаючи на деякі негативні відгуки про фільм загалом, Гаймора загалом хвалили за його подвійну роль близнюків Саймона та Джареда. Один критик сказав, що він «вміло зображує дві відмінні особистості», інший сказав, що він «[не мав] жодних труднощів зрозуміти поставлене завдання», а третій зауважив, що «найбільш особливий ефект, мабуть, має Гаймор».
Товариство Visual Effects Society номінувало фільм у категорії «Видатний анімаційний персонаж у повнометражному ігровому фільмі», але програло «Загадковій історії Бенджаміна Баттона», ще одному фільму від Paramount Pictures.

### Каса
У перші вихідні фільм зібрав приблизно 19 мільйонів доларів США в 3847 кінотеатрах у Сполучених Штатах і Канаді, посівши 2-е місце після Телепорта за касовими зборами. Враховуючи касові збори в день прем'єри в четвер, фільм зібрав приблизно 24,3 мільйона доларів на прем'єрних вихідних. Цей фільм зібрав у світовому прокаті 162,8 мільйона доларів.

## Домашні ЗМІ
Фільм був випущений на DVD і Blu-ray 24 червня 2008 року в США. Він був перевиданий на DVD та Blu-ray 12 вересня 2017 року в США.

## Телесеріал
12 листопада 2021 року компанія Disney оголосила, що серіал буде знято та випущено на Disney+. Його вироблятиме 20th Television за партнерства з Paramount Television. Серіал не буде спільним виробництвом Nickelodeon, оскільки його виробляють лише Disney і Paramount. Це також не має відношення до цього фільму.

## Відеогра
Компанія Vivendi Games під своїм лейблом Sierra Entertainment залучила Stormfront Studios до розробки та виробництва адаптації відеоігри The Spiderwick Chronicles, дотримуючись загального сюжету книг і фільму. Він був випущений незадовго до прем'єри фільму, 5 лютого 2008 року для Nintendo DS, Wii, PC, Xbox 360 і PlayStation 2, і оцінив ESRB для всіх (E10+).